# Monte Cook/Aoraki
O Monte Cook/Aoraki, Mount Cook em inglês e Aoraki em maori, cujo nome oficial é Mount Cook/Aoraki  - é uma montanha nos Alpes do Sul no centro da Ilha Sul, e a mais alta montanha da Nova Zelândia. Destino popular entre turistas, é também um destino favorito para os montanhistas aventureiros. O Glaciar Tasmânia e o Glaciar Hooker fluem em suas encostas.
Com o acordo entre os Kāi Tahu e a Coroa em 1998, o nome da montanha foi oficialmente modificado para Monte Cook/Aoraki, incorporando assim o seu nome original, Aoraki. Além da montanha, outras localidades tiveram o nome inglês modificado para seu correlativo māori. Nos termos do acordo, a Coroa também concordou em retornar a posse da montanha aos Kāi Tahu, que formalmente a entregou de volta ao país.

## Localização

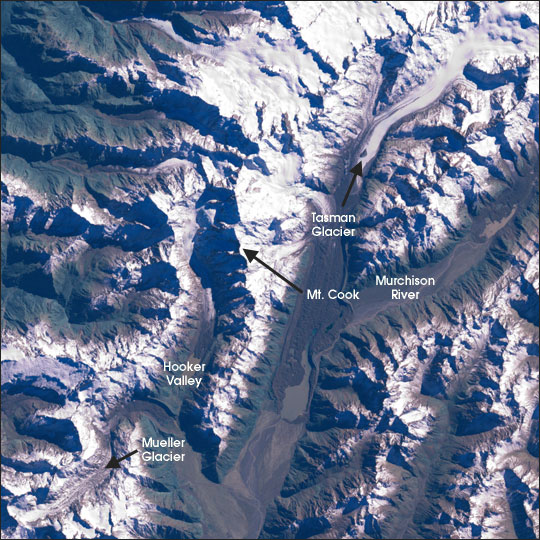
Monte Cook visto do espaço

A montanha está localizada nos limites do Parque Nacional Monte Cook/Aoraki. O parque foi criado em 1953 e é, junto com o Parque Nacional West, Patrimônio Mundial. O parque possui mais de 140 picos que ultrapassam 2000 m, e há 72 glaciares cobrem cerca de 40% dos 700 km² do parque.
O acampamento Vila Mount Cook serve aos turistas como base para a montanha. Fica a 4 km do Glaciar Tasmânia, e 12 km ao sul do pico do Monte Cook/Aoraki.

## Formação
Os Alpes do Sul, onde fica o monte, são formados pela movimentação de placas tectônicas entre as placas do oceano Pacífico e Austrália-Índia ao longo da costa oeste. O monte continua subindo cerca de 7 mm a cada ano, mas as erosões em suas encostas dificultam o aumento da sua altura. O clima severo deve-se à localização do monte próximo ao paralelo 45ºS, caracterizado por fortes ventos.

## Escalada
A primeira tentativa europeia de alcançar o cume foi atribuída ao irlandês W. H. Green e a dois guias de montanhas suíços em 2 de março de 1882, mas foi descoberto que os três estavam a 50 m do cume verdadeiro. Em 25 de dezembro de 1894, os neozelandeses Tom Fyfe, James (Jack) Clarke e George Graham, todos da cidade de Waimate, na Ilha Sul, alcançaram com sucesso o cume a partir do Vale Hooker. O guia suíço [atthias Zurbriggen escalou a montanha sozinho a partir do Glaciar Tasmânia.

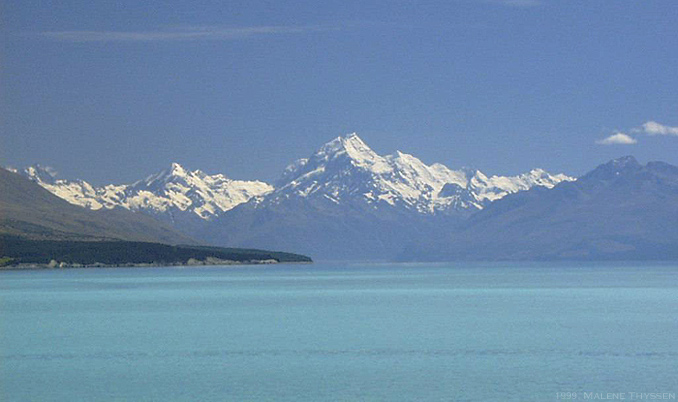
Monte Cook visto do Lago Tekapo

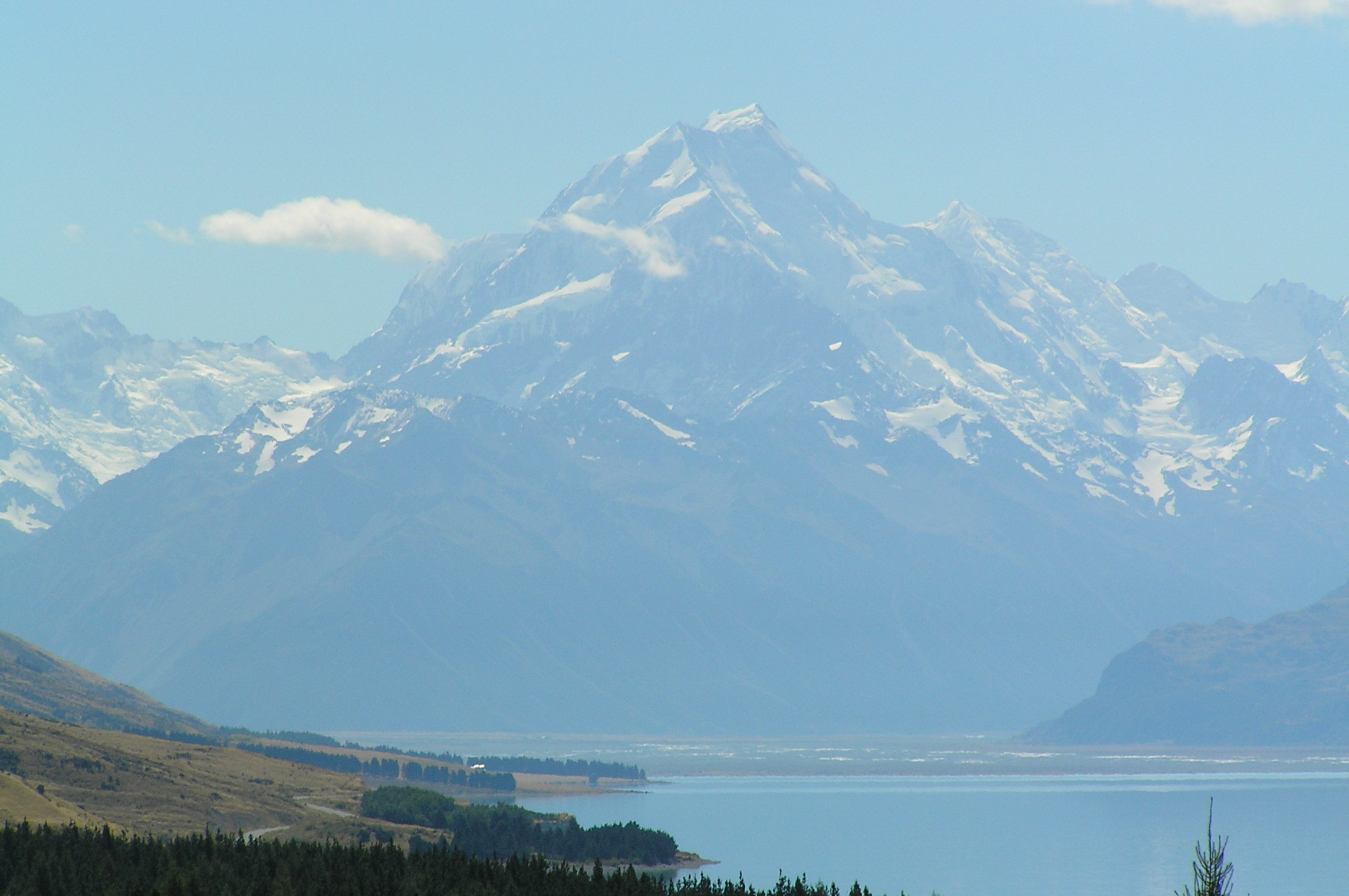
Monte Cook/Aoraki visto do Lago Pukaki

A montanha permanece com sua ascensão desafiadora, com frequentes tempestades e muitas camadas de neve. Falando com clareza, a montanha tem três picos, com o pico norte sendo o mais alto, e os picos central e sul um pouco menores. Uma travessia entre os três picos foi feita em 1913 por Freda du Faur e os guias Peter and Alex Graham. Três anos antes, du Faur se tornou a primeira mulher a atingir o topo.
O Monte Cook/Aoraki era 10 m mais alto, até a queda de uma grande seção de pedras e gelo ocorrer em 14 de dezembro de 1991.

## Florestas e glaciares
A taxa pluviométrica nas terras baixas do parque é alta. Essa grande taxa é uma fonte para a constante substituição de neve nas encostas e a manter os glaciares fluindo.

## Galeria

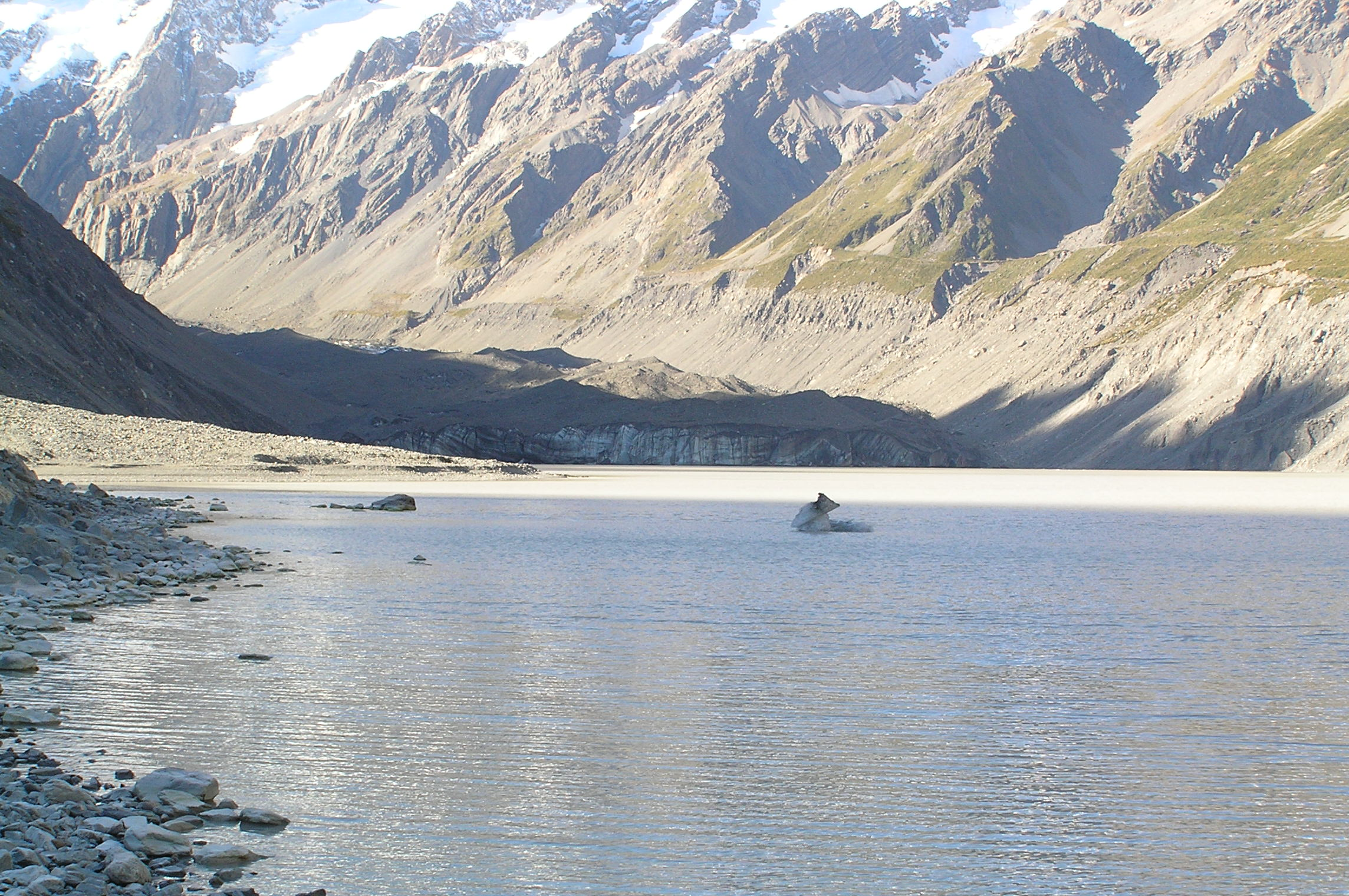
A Glaciar Hooker que fica no mesmo parque
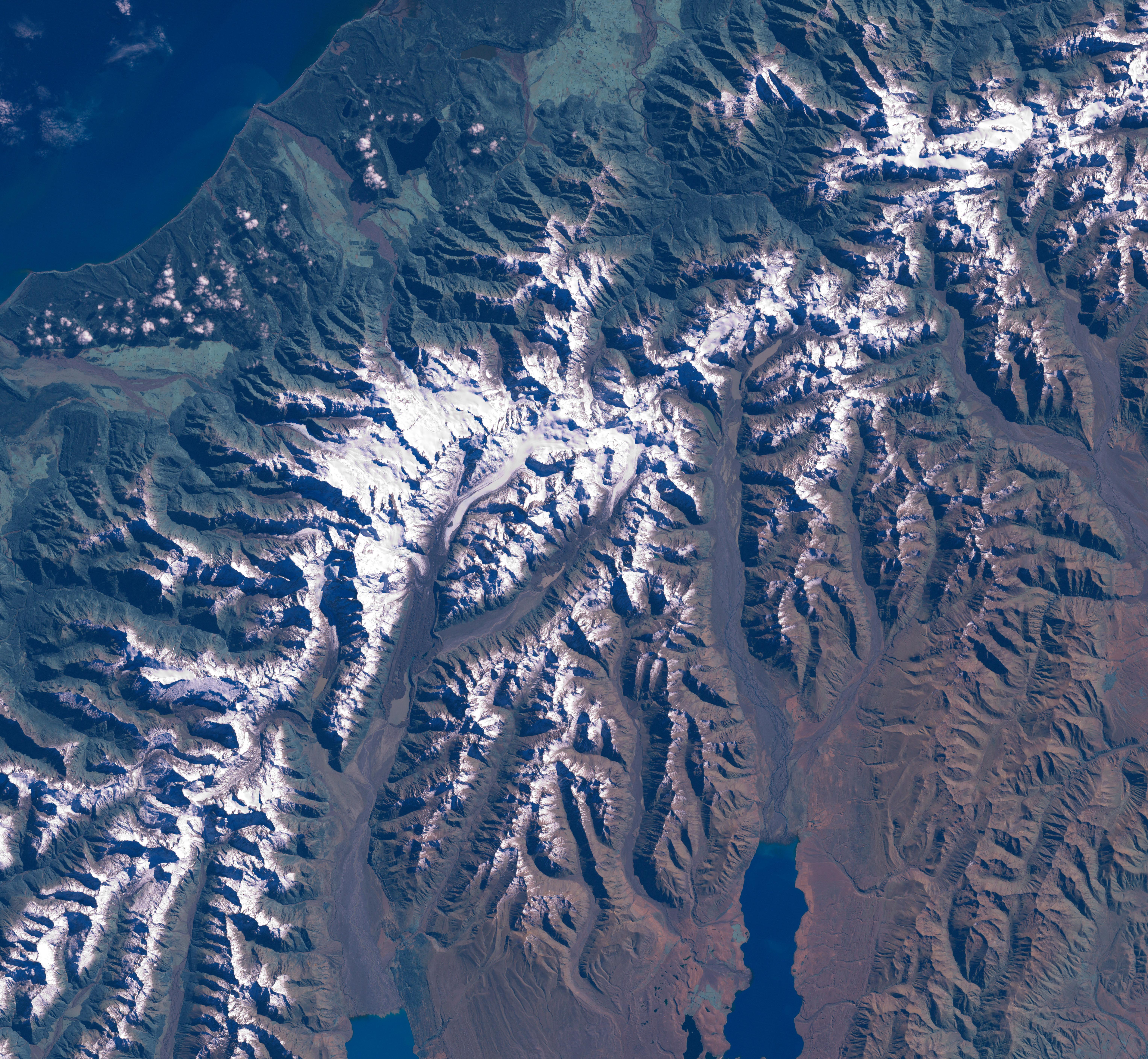
Vista geral do Parque Nacional visto do espaço